# Lučka Kajfež Bogataj
Lučka Kajfež Bogataj (Jesenice (Slovenia), 28 giugno 1957) è una climatologa slovena specializzata in meteorologia agricola.

## Biografia

### Formazione
Si è laureata nel 1980 presso la Facoltà di Scienze Naturali e Tecnologie di Lubiana e ha conseguito il dottorato presso la Facoltà di Biotecnologie. Ha poi proseguito la formazione post-dottorato negli Stati Uniti e in Svezia.

### Carriera
È ricercatrice e docente presso l'Università di Lubiana, professore ordinario presso la Facoltà di Biotecnologie, incardinata alla cattedra di Agrometeorologia. Dal 1966 è a capo del Centro di Biometrologia presso la Facoltà di Biotecnica. Insegna anche presso la Facoltà di Matematica e Fisica e presso la Facoltà di Architettura. È anche membro del comitato educativo della European Meteorological Society. Nel suo Paese è considerata una delle pioniere nello studio dell'impatto dei cambiamenti climatici, in particolare sulla crescita e sulla produzione agricola. Bogataj è stata nominata membro del Gruppo intergovernativo di esperti sui cambiamenti climatici (IPCC) a Ginevra e, nel 2007, è stata vicepresidente del II Gruppo di lavoro "Impatti, adattamento e vulnerabilità" nella preparazione del Quarto rapporto di valutazione dell'IPCC.

## Riconoscimenti
Nel 2008, l'allora presidente della Slovenia, Danilo Türk, le ha conferito l'Ordine al merito per il suo lavoro scientifico sui cambiamenti climatici e la sua dedizione alla protezione dell'ambiente. Ha fatto parte del gruppo IPCC che nel 2007, insieme ad Albert Arnold (Al) Gore Jr, è stato insignito del Premio Nobel per la pace per i loro sforzi volti a sviluppare e diffondere una maggiore conoscenza sui cambiamenti climatici causati dall'uomo. L'Università di Veracruz ha assegnato a Bogataj una medaglia al merito scientifico nel 2008. Le è stato conferito un dottorato honoris causa dall'Università del Litorale (2011) e nel 2012 è stata nominata nel gruppo di donne che ispirano l'Europa.